# Americabaetis peterseni
Americabaetis peterseni is een haft uit de familie Baetidae. De wetenschappelijke naam van de soort is voor het eerst geldig gepubliceerd in 1974 door Hubbard.
De soort komt voor in het Neotropisch gebied.